# Turwa
Turwa è una circoscrizione mista (mixed ward) della Tanzania situata nel distretto di Tarime, regione del Mara. Conta una popolazione di 27 238 abitanti (censimento 2012).